# América Scarfó
América Josefina Scarfò (Buenos Aires, 18 de noviembre de 1912 – ibidem, 26 de agosto de 2006), apodada a veces como Fina, fue una anarquista ítalo-argentina de origen calabrés, compañera sentimental del revolucionario anarquista Severino Di Giovanni.

## Biografía

### Familia
Nació el 18 de noviembre de 1912, era la hija de una familia de italianos calabreses que habían emigrado a la Argentina. Su padre se llamaba Pedro Scarfó y su madre Catalina Romano. La familia estaba compuesta por ocho hijos: Antonio, José, Alejandro, Domingo, Paulino, América, Santa y Asunto, todos ellos nacidos en Argentina.

### Compañera de Severino Di Giovanni
En 1927 América cursaba el segundo año del secundario en el Liceo de Señoritas "Estanislao Zeballos". Los hermanos de América Paulino y Alejandro, quienes tenían ideas libertarias, conocen a Severino Di Giovanni, a quien le alquilan una habitación al lado de su casa para vivir con su esposa Teresina, y sus tres hijos, Laura, Aurora, Ilvo.

Allí América conoce al militante anarquista. Sus hermanos pronto se unen a Severino, y ella -con solo 15 años y Severino 26- se convertirá en su compañera sentimental durante varios años. El estaba casado, lo que generó una importante preocupación en América y dentro del movimiento anarquista, por lo que decidió escribirle a Emile Armand, un influyente escritor y activista anarquista individualista francés, propagandista del amor libre/poliamor. Ella le pidió consejo sobre cómo enfrentarse los problemas alrededor de su relación con Severino Di Giovanni, quien estaba todavía casado cuando esta relación ya había empezado. La carta fue publicada por Armand en L'EnDehors el 20 de enero de 1929 bajo el título "Una experiencia", junto con la respuesta de Emile Armand. Armand respondió a Scarfó: 
Camarada: mi opinión cuenta poco en este tema sobre el que me preguntas. ¿Estás tú o no íntimamente de acuerdo con tu concesión personal de la vida anarquista? Si lo estás, entonces ignora los comentarios e insultos de otros y sigue persiguiendo tu propio camino. Nadie tiene el derecho de juzgar tu forma de conducirte a ti misma, inclusive en el caso de que la esposa de tu amigo sea hostil a esta relación. Toda mujer unida a un anarquista (o viceversa), sabe muy bien que ella no debe implementar en él, o aceptar de él, dominación de ningún tipo.
América lo acompañará de diversas formas en su lugar, hasta la captura de ambos en una casa que compartían en Burzaco el 29 de enero de 1931. Sólo unos pocos días más tarde, el 1 de febrero de 1931, Severino Di Giovanni fue ejecutado en la Penitenciaría Nacional de Las Heras luego de sufrir torturas. América pudo despedirse de él antes de que lo fusilaran, constatando las torturas sufridas. La misma suerte corrió su hermano Paulino Scarfò al día siguiente. Ella sólo contaba con 18 años en ese momento.

### Vida posterior
Posteriormente, luego de perder a su pareja, su hermano y alejada de su familia, siguió militando en el anarquismo, incluso publicando artículos en diarios libertarios de Europa en defensa de los derechos de las mujeres. Sin embargo, no realizó intervenciones públicas. Fue ayudada por la anarquista Salvadora Medina Onrubia, quien la contrató un tiempo como secretaria. Se casó con Domingo Landolfi (separado, pero legalmente aún vinculado con su exesposa) con quien tuvo varios hijos. Años más tarde, fundó una librería y una editorial llamada Américalee, especializada en los pensadores del socialismo libertario. A los 47 se inscribió para terminar los estudios secundario; y posteriormente, completó dos carreras universitarias: traductorado público de italiano y de francés en la Facultad de Derecho de la Universidad de Buenos Aires.
En la década de 1970 se enteró, a partir de los libros publicados por Osvaldo Bayer, de que la policía federal argentina aún estaba en posesión de las cartas de amor que Severino Di Giovanni le había escrito, inició una larga lucha con ellos para lograr su restitución, que finalmente obtuvo en 1999 durante el gobierno de Carlos Saúl Menem.
Falleció el 26 de agosto de 2006. Su cuerpo fue cremado y sus cenizas enterradas en el pequeño jardín de la sede de la Federación Libertaria Argentina ubicada en la zona sur de la ciudad de Buenos Aires.

## Literatura y homenajes
Se han escrito varios libros en los que se menciona la figura de América Scarfó. Entre ellos se puede mencionar Severino Di Giovanni, el idealista de la violencia, de Osvaldo Bayer, publicado en 1970; o América: anarquía y tragedia en la familia Scarfó, de Ariel Wainer, nieto de América, que salió a imprenta en el año 2023.